# We Got Married
We Got Married (en hangul, 우리 결혼했어요) es un espectáculo de variedades de Corea del Sur y solía ser un segmento del programa Sunday Sunday Night. Actualmente se transmite sábados 17:00 KST en MBC. Su primera emisión fue en 2008, muestran parejas de celebridades surcoreanas de como sería su vida si se casaran. Cada semana, las parejas han asignado misiones para completar, con sinceras entrevistas de los participantes para revelar sus pensamientos y sentimientos.

## 2008: Especial de año nuevo lunar
Este especial episodio piloto salió al aire el 6 de febrero de 2008. Los cuatro arreglan las parejas deben preparar la cena con una cantidad fija de dinero.
Parejas
- Alex & Jang Yun Jeong
- Jeong Hyeong Don & Saori
- Crown J & Seo In young
- Hong Kyung Min & Solbi

## Primera temporada
Con un nuevo formato y ligeramente diferentes parejas, los recién casados reciben una misión para completar cada semana. Como durante el episodio piloto especial, los participantes entrevistados proporcionan una perspectiva única sobre los conflictos de relación y evolución. Todo el material grabado se presentó frente a los participantes, MCs y el público que agregue comentarios o aclaraciones. Comenzando con el especial de año nuevo Lunar en 2009 con tres nuevas parejas, un nuevo formato se introduce en el espectáculo, previsto primero mediante la adición de Kangin y Lee Yoon Ji. Cada pareja se da un concepto para describir; en caso de Kangin y de Lee Yoon Ji, una pareja de universitarios viven con un ingreso limitado.
Parejas originales
- Alex & Shin Ae (Ep 1-8, 13-34)
- Crown J & Seo In Young (Ep 1-41)
- Andy & Solbi (Ep 1-28)
- Jeong Hyeong Don & Saori (Ep 1-8)

Parejas adicionales
- Lee Hwi Jae & Jo Yeo Jeong (Ep 9-17)
- Kim Hyun Joong & Hwangbo (Ep 9-38)
- Hwanhee & Hwayobi (Ep 25, 29-44)
- Marco & Son Dam Bi (Ep 25, 29-44)
- Choi Jin Young & Lee Hyun Ji (Ep 25)
- Kangin & Lee Yoon Ji (Ep 39-55)
- Jeong Hyeong Don & Kim Taeyeon (Ep 42-54)
- Shin Sung Rok & Kim Shin Young (Ep 42, 45-54)
- Jun Jin & Lee Si Young (Ep 42, 45-55)

## Segunda temporada
A partir de mayo de 2009, los productores anunciaron otro cambio en el formato con todas las cuatro parejas saliendo, reduciendo a una sola pareja y acortando el espectáculo a tan solo 60 minutos. El show ahora hará el papel de un lado más realista a lo que un matrimonio es, en lugar de "la imagen pintada del matrimonio basado en el romance". Por primera vez, una pareja real se proyecta en el espectáculo. Las celebridades están invitadas a ser comentaristas del show para cada episodio para que puedan compartir sus opiniones sobre el matrimonio en nombre de su grupo de edad.
Jun Kim Yong y Hwang Jung Eum también están en una sala haciendo una entrevista juntos vestidos con traje de boda.
Sin embargo, debido a bajas calificaciones, el espectáculo volvió a su antiguo formato con la incorporación de un actor Park Jae Jung y Uee de After School. Para el especial de Chuseok, Gain de Brown Eyed Girls y Jo Kwon de 2AM y Lee Seok Hun de SG Wannabe y la anfitriona Kim Na Young aparecieron como dos parejas nuevas. El episodio alcanzó la calificación más alta de la temporada 2, y Gain y Jo Kwon fueron anunciados para ser una pareja permanente.
Parejas originales
- Kim Yong Jun & Hwang Jung Eum (Ep 1-31)
- Jo Kwon & Gain (ep 21-80)
- Park Jae Jung & Uee (Ep 12-31)

Parejas adicionales
- Jung Yong Hwa & Seohyun (Ep 40-91)
- Lee Seok Hun & Kim Na Young (Ep 21)
- Lee Sun Ho & Hwang Woo-seul-hye (ep 32-42)
- Nichkhun & Victoria (ep 52-91)

## Tercera temporada
La temporada tres oficialmente comienza el 9 de abril, con dos parejas adicionales a la salida de Yonghwa y Seohyun, así como un nuevo formato. Park Hwi Sol y K.Will son añadidos para la tercera temporada el elenco como MCs.
Parejas originales
- Nichkhun & Victoria (Ep 1-24)
- Eunjung  & Lee Jang Woo (Ep 1-52)
- Kim Won Jun & Park So Hyun (Ep 1-38)

Parejas adicionales
- David Oh & Kwon Ri-se (Ep 11-24)
- Leeteuk & Kang So Ra (Ep 25-56)

## Cuarta temporada
Parejas originales
- Julien Kang & Yoon Se Ah (Ep 1-27)
- Hwang Kwanghee & Han Sun Hwa (Ep 2-34)
- Lee Joon & Oh Yeon Seo (Ep 3-23)

Parejas adicionales
- Jeong Jin-woon & Go Joon-hee (Ep 24-54)
- Jo Jung Chi & Choi Jung In (Ep 28-54)
- Lee Taemin & Son Naeun (Ep 35-71)
- Yoon Han & Lee So Yeon (Ep 55-81)
- Jung Joon Young & Jeong Yu Mi (Ep 55-89)
- Jang Wooyoung & Park Se-young[2] (Ep 72-106)
- Namgung Min & Hong Jin Young[3] (Ep 82-131)
- Hong Jong Hyun & Kim Yura (Ep 91-131)
- Song Jae Rim & Kim So Eun (Ep 107-145)
- Henry Lau & Ye Won (Ep 132-145)
- Lee Jong Hyun & Gong Seung Yeon (Ep 132-156)
- Yook Sungjae & Park Joy (Ep 146-)
- Oh Min Suk & Kang Ye Won (Ep 146-)
- Kwak Si Yang & Kim So Yeon (Ep 157-)
- Jo Se Ho & Caolu (Ep 311 -340)
- Eric Nam & Solar (Ep 316-350)
- Bomi (cantante) & Choi Tae Joon (Ep. 341- presente)

## Controversias
A finales de marzo de 2010, MBC detuvo la emisión de nuevos episodios por huelgas laborales, con repeticiones transmitiéndose en su lugar. Este evento, con el incidente que se hunde de ROKS Cheonan, que causó la cancelación de la mayoría de espectáculos de variedades en el tiempo, dio lugar a una acumulación de material de archivo para las parejas Jo Kwon y Gain y Yonghwa y Seohyun. Esto dio lugar a los contenidos de sus últimos episodios de los archivos grabados unos meses antes, en lugar de las normales 1-2 semanas de la original.
Durante la aparición de Lee Joon y Oh Yeon Seo de la temporada 4 tenencia (difusión desde septiembre de 2012 hasta febrero de 2013), Oh Yeon Seo se observó en público con Lee Jang Woo, su coestrella masculino de la serie de drama, Here Comes Mr. Oh. Cuando fotos y vídeos fueron puestos en libertad en enero de 2013, los medios de comunicación y fanáticos de WGM conjeturaron que Oh Yeon Seo y Lee Jang Woo, ex de WGM (temporada 3), tenían una relación romántica. Porque Oh Yeon Seo y Lee Joon estuvieron en medio de la filmación de WGM en el momento que ésta noticia quedó en libertad, la integridad de su matrimonio virtual fue cuestionada por los fanáticos. La reacción negativa fue exacerbada por las declaraciones múltiples de Oh Yeon Seo de interés romántico de Lee Joon (e.g. como su "tipo ideal" y de querer quedar con él fuera de rodaje). Esta reacción y percepción de confianza rota dio lugar a los fanáticos expresando su deseo para que Oh Yeon Seo saliera de WGM. Poco después de los rumores de relación Oh Yeon Seo y Lee Jang Woo, Lee Joon expresó públicamente su frustración por no tener la posibilidad de que su voz se oyera, con fanáticos en línea sugiriendo que era debido a su carga de trabajo autoritario o la supuesta relación de Oh Yeon Seo con Lee Jang Woo. Algunas semanas después, Lee Joon y Oh Yeon Seo terminaron su tenencia en el programa.

## Spin-Off

### Pit-a-Pat Shake
MBC emitió un nuevo espectáculo basado en We Got Married. El énfasis del show fue descrito como un cambio de vida de casados al período de citas. El principal productor de Pit-a-Pat Shake fue el productor original del We Got Married, cuando las parejas como Seo In Young y Crown J y Shin Ae y Alex salieron al aire. El éxito de las parejas más tempranas y más memorables dio a gente esperanzas para el piloto. El especial del Año Nuevo Lunar fue grabado y salido al aire como el episodio piloto.
Los ídolos femeninos en el spin-off Pit-a- Pat Shake eran Seungyeon de Kara , Lizzy de After School, Hyolyn de Sistar y Sunhwa de Secret. Sungmin de Super Junior fue asociado con Hyolyn. Lee Joon de MBLAQ fue asociado con Lizzy, el actor Lee Tae-sung con Seungyeon y de Hwang Kwanghee de ZE:A con Sunhwa.

### Versión china
La versión China de We Got Married empareja a celebridades coreanos y chinos. Dos de cada tres parejas fueron internacionales: Hyomin de T-ara y Kyuhyun de Super Junior. Fue producida por MBC para conmemorar el vigésimo aniversario de lazos diplomáticos de Corea del Sur con China. Se transmitió como un día de San Valentín especial en China, en un canal de entretenimiento de Shanghái Media Group y en MBC el 25 de febrero pero con solo los segmentos coreanos.
Parejas
- Hyomin de T-ara & Fu Xinbo de BoBo
- Kyuhyun de Super Junior & Lou Yixiao
- MC Jin Wei & Zhu Chi Dan

### Edición global
Un spin-off de la edición global del extensamente popular We Got Married, se llega a ver en la pantalla virtual el matrimonio entre celebridades de diferentes países hacia fuera a través de las misiones semanales y entrevistas francas. Las parejas se acoplan de Corea, Japón y Taiwán.

#### Primera temporada
- Lee Hongki & Fujii Mina
- Ok Taecyeon & Emma Wu (Gui Gui)

#### Segunda temporada
- Kim Heechul (Heechul) & Puff Kuo (Hsueh Fu)
- Kim Kibum (Key) & Arisa Yagi

### We Are In Love
La nueva versión con licencia del popular programa de variedades coreano We Got Married, titulado "We Are In Love" fue transmitida a partir del 19 de abril de 2015. Tiene el mismo formato básico excepto que las parejas no están "casados", pero tienen "citas". Este cambio se realizó para presentar una historia más realista en el que parejas primero deben ser en el amor a la base del matrimonio y luego se casan.
Parejas

#### Primera temporada (2015)
- Siwon de Super Junior & la modelo china Liu Wen
- La actriz taiwanesa Ruby Lin & el actor Ren Zhong
- El cantante chino Kimi Qiao & la actriz Xu Lu

#### Segunda temporada (2016)
- La actriz y modelo surcoreana Song Ji-hyo de Running Man y el actor taiwanés Chen Bolin
- El actor Shawn Yue y la actriz china Zhou Dong Yu
- La actriz y cantante china Li Qin y el actor Wei Da Xun

## Premios y nominaciones
| Año  | Premio                      | Categoría                                                     | Receptor                      | Resultados | Ref    |
| ---- | --------------------------- | ------------------------------------------------------------- | ----------------------------- | ---------- | ------ |
| 2008 | MBC Entertainment Awards    | Premio a la Mejor Marca                                       | Hwayobi                       | Ganadora   |        |
| 2008 | MBC Entertainment Awards    | Premio a la Mejor Marca                                       | Kim Hyun Joong y Hwangbo      | Ganadores  |        |
| 2008 | MBC Entertainment Awards    | Premio a la Mejor Pareja                                      | Kim Hyun Joong y Hwangbo      | Ganadores  |        |
| 2009 | MBC Entertainment Awards    | Mejor Premio al Recién Llegado                                | Kim Yong Jun                  | Ganador    |        |
| 2009 | MBC Entertainment Awards    | Mejor Premio al Recién Llegado                                | Hwang Jung Eum                | Ganadora   |        |
| 2009 | MBC Entertainment Awards    | Mejor Premio al Recién Llegado                                | Uee                           | Ganadora   |        |
| 2009 | MBC Entertainment Awards    | Premio Especial                                               | Jo Hyeong Gii                 | Ganador    |        |
| 2009 | 3rd Mnet 20's Choice Awards | Premio a la Pareja Más Hot                                    | Kim Yong Jun y Hwang Jung Eum | Ganadores  |        |
| 2010 | MBC Entertainment Awards    | Premio a la Mejor Pareja                                      | Jo Kwon y Gain                | Ganadores  | [ 15 ] |
| 2010 | MBC Entertainment Awards    | Premio a los Mejores Recién Llegados                          | Jo Kwon y Gain                | Ganadores  | [ 15 ] |
| 2010 | MBC Entertainment Awards    | Premio de Popularidad                                         | Jung Yong Hwa y Seohyun       | Ganadores  | [ 15 ] |
| 2010 | MBC Entertainment Awards    | Premio de Popularidad                                         | Nichkhun y Victoria           | Ganadores  | [ 15 ] |
| 2010 | Bugs Music Awards           | Mejor Estrella de Variedad (Bronce)                           | Jo Kwon                       | Ganadores  |        |
| 2011 | MBC Entertainment Awards    | Premio al Recién Llegado                                      | Eunjung                       | Ganadora   |        |
| 2011 | MBC Entertainment Awards    | Premio al Recién Llegado                                      | Lee Jang Woo                  | Nominado   |        |
| 2011 | MBC Entertainment Awards    | Premio de Excelencia                                          | Park So Hyun                  | Ganadores  |        |
| 2011 | MBC Entertainment Awards    | Premio al Mejor MC                                            | Park Mi Sun                   | Ganadora   |        |
| 2012 | MBC Entertainment Awards    | Premio de Popularidad                                         | Kang So Ra y Leeteuk          | Ganadores  |        |
| 2012 | MBC Entertainment Awards    | Premio al Recién Llegado                                      | Hwang Kwanghee                | Ganador    |        |
| 2012 | MBC Entertainment Awards    | Premio al Recién Llegado                                      | Yoon Se Ah                    | Ganadora   |        |
| 2012 | MBC Entertainment Awards    | Premio a la Mejor Pareja                                      | Julien Kang y Yoon Se Ah      | Ganadores  |        |
| 2012 | MBC Entertainment Awards    | Premio a la Mejor Pareja                                      | Hwang Kwanghee y Han Sunhwa   | Nominados  |        |
| 2012 | MBC Entertainment Awards    | Premio a la Mejor Pareja                                      | Lee Joon y Oh Yeon Seo        | Nominados  |        |
| 2013 | MBC Entertainment Awards    | Premio al Mejor Recién Llegado                                | Jeong Yu Mi                   | Ganadora   | [ 16 ] |
| 2013 | MBC Entertainment Awards    | Estrella del Año                                              | Taemin                        | Ganador    | [ 16 ] |
| 2013 | MBC Entertainment Awards    | Estrella del Año                                              | Son Naeun                     | Ganadora   | [ 16 ] |
| 2013 | MBC Entertainment Awards    | Estrella del Año                                              | Yoon Han                      | Ganador    | [ 16 ] |
| 2013 | MBC Entertainment Awards    | Estrella del Año                                              | Jung Joon Young               | Ganador    | [ 16 ] |
| 2013 | MBC Entertainment Awards    | Premio de Excelencia                                          | Lee So Yeon                   | Ganadora   | [ 16 ] |
| 2013 | MBC Entertainment Awards    | Premio a la Mejor Pareja                                      | Lee Taemin y Son Naeun        | Ganadores  | [ 16 ] |
| 2014 | MBC Entertainment Awards    | Premio a la Mejor Pareja                                      | Song Jae Rim y Kim So Eun     | Ganadores  | [ 17 ] |
| 2014 | MBC Entertainment Awards    | Premio a la Nueva Estrella                                    | Namgung Min                   | Ganador    | [ 17 ] |
| 2014 | MBC Entertainment Awards    | Premio a la Nueva Estrella                                    | Hong Jonghyun                 | Ganador    | [ 17 ] |
| 2014 | MBC Entertainment Awards    | Premio a la Nueva Estrella                                    | Kim So Eun                    | Ganadora   | [ 17 ] |
| 2014 | MBC Entertainment Awards    | Premio al Mejor Recién Llegado                                | Kim So Eun                    | Nominada   | [ 17 ] |
| 2014 | MBC Entertainment Awards    | Premio al Mejor Recién Llegado                                | Song Jae Rim                  | Ganador    | [ 17 ] |
| 2014 | MBC Entertainment Awards    | Premio al Mejor Recién Llegado                                | Yura                          | Ganadora   | [ 17 ] |
| 2014 | MBC Entertainment Awards    | Premio al Mejor Recién Llegado                                | Son Naeun                     | Nominada   | [ 17 ] |
| 2014 | MBC Entertainment Awards    | Estrella del Año                                              | Son Naeun                     | Ganadora   | [ 17 ] |
| 2014 | MBC Entertainment Awards    | Estrella del Año                                              | Taemin                        | Ganador    | [ 17 ] |
| 2014 | MBC Entertainment Awards    | Estrella del Año                                              | Yoon Han                      | Ganador    | [ 17 ] |
| 2014 | MBC Entertainment Awards    | Estrella del Año                                              | Jung Joon Young               | Ganador    | [ 17 ] |
| 2014 | MBC Entertainment Awards    | Premio de Excelencia                                          | Hong Jin Young                | Ganador    | [ 17 ] |
| 2014 | MBC Entertainment Awards    | Elección de Artistas para el Programa de Variedad Más Deseado | We Got Married                | Ganador    | [ 17 ] |
| 2014 | MBC Entertainment Awards    | Premio de Excelencia Top                                      | Park Mi Sun                   | Ganadora   | [ 17 ] |
| 2015 | MBC Entertainment Awards    | Premio a la Nueva Estrella                                    | Kwak Si Yang                  | Ganador    | [ 18 ] |
| 2015 | MBC Entertainment Awards    | Premio a la Nueva Estrella                                    | Joy                           | Ganadora   | [ 18 ] |
| 2015 | MBC Entertainment Awards    | Premio a la Nueva Estrella                                    | Park Choa                     | Ganador    | [ 18 ] |
| 2015 | MBC Entertainment Awards    | Premio de Popularidad por el Programa de Variedad             | Oh Min Suk                    | Ganador    | [ 18 ] |
| 2015 | MBC Entertainment Awards    | Premio de Popularidad por el Programa de Variedad             | Kang Ye Won                   | Ganadora   | [ 18 ] |
| 2015 | MBC Entertainment Awards    | Premio a la Mejor Pareja                                      | Kwak Si Yang y Kim So Yeon    | Nominados  | [ 18 ] |
| 2015 | MBC Entertainment Awards    | Premio a la Mejor Pareja                                      | Oh Min Suk y Kang Ye Won      | Nominados  | [ 18 ] |
| 2015 | MBC Entertainment Awards    | Premio a la Mejor Pareja                                      | Yook Sungjae y Joy            | Ganadores  | [ 18 ] |
| 2015 | MBC Entertainment Awards    | Premio de Excelencia por un Programa de Variedad              | Kang Ye Won                   | Nominada   | [ 18 ] |
| 2015 | MBC Entertainment Awards    | Premio de Excelencia por un Programa de Variedad              | Kim So Yeon                   | Ganadora   | [ 18 ] |